# Carcasí
Carcasí – miasto w Kolumbii, w departamencie Santander.